# Viborg domkirke
Viborg domkirke is een compositie van Niels Gade. Het schreef het ter gelegenheid van een koorfestival dat van 7 tot en met 9 juni 1874 werd gehouden in Aarhus. Er waren toen ongeveer 600 zangers bijeen in de Kathedraal van Aarhus. Van het werk is daarna niets meer vernomen. De tekst van het lied is afkomstig van Carl Andersen. 

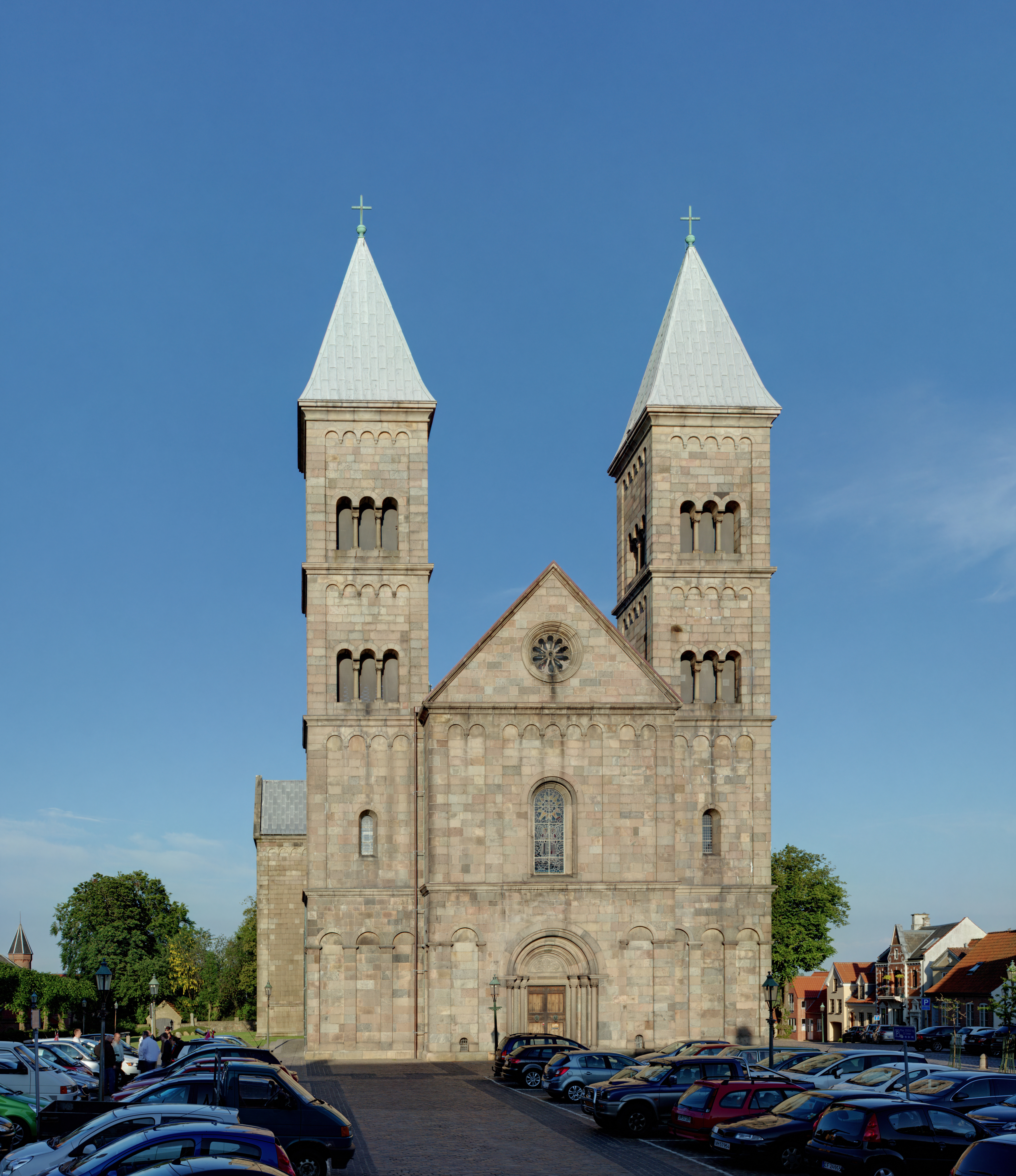
Kathedraal Viborg in 2012